# Gucci
Gucci är ett italienskt modehus inom couture och prêt-à-porter, grundat 1921 av Guccio Gucci i Florens, Italien. 
Modehuset/lädermakeriet är ett av världens starkaste lyxmärken och kontrolleras av Kering. Historien om Gucci har många ingredienser – kändisar, familjeintriger, till och med mord. Gucci är framförallt kända för sina exklusiva väskor men har ett brett sortiment som omfattar det mesta inom mode och accessoarer.

## Historia
Ursprungligen var sadelmakeri och exklusiva läderprodukter Guccis inriktning men på 1930-talet tillkom väskor och resgods och 1947 lanserades "Bamboo", den väska med bambuhandtag som tillsammans med en loafer med betselspänne kommit att bli företagets designikon. Vid mitten av 1960-talet var Gucci ett av världens mest glamorösa varumärken och man expanderade utomlands och öppnade butiker i städer såsom Hongkong och Tokyo.
Modehuset är känt för det klassiska beigea GG-monogrammet där det ena G:et är rättvänt medan det andra är bak och fram, för att loggan alltid skall se likadan ut hur eller varifrån man än ser den. Monogrammet ritades av Guccis son Aldo 1933 och har prytt väskor, skor och andra exklusiva varor genom åren. Diverse kungligheter, societeter och celebriteter har under tiderna synts med modehusets exklusiva varor och detta har varit bidragande till Guccis framgång. Bland dessa kan stjärnor som Grace Kelly, Peter Sellers och Audrey Hepburn nämnas.
Första prêt-à-porter-kollektionen visades i Milano i slutet av 1970-talet. På 1990-talet upplevde modehuset en renässans när designern Tom Ford kom in i bilden och presenterade satängskjortor, mohairjackor och tajta sammetsbyxor i hipstermodell. Ford lämnade Gucci 2004. Sedan januari 2015 är Alessandro Michele designer. Gucci har i nuläget 276 butiker världen över.